# Every Little Thing (The-Beatles-Lied)
Every Little Thing (englisch für: Jede kleine Sache) ist ein Lied der britischen Band The Beatles, das 1964 auf ihrem vierten Studioalbum Beatles for Sale veröffentlicht wurde. Komponiert wurde es von John Lennon und Paul McCartney und unter der Autorenangabe Lennon/McCartney veröffentlicht.

## Hintergrund
Every Little Thing wurde am 30. August 1964 während einer USA-Tournee in Atlantic City geschrieben und basiert überwiegend auf den musikalischen Ideen von Paul McCartney. Es ist ein Liebeslied für seine damalige Freundin Jane Asher. McCartney wollte mit Every Little Thing eine weitere Single-A-Seite schreiben, doch wurde das Lied lediglich in Japan als Single-B-Seite verwendet. Es ist eines der wenigen Lieder der Band, bei denen John Lennon den Leadgesang übernahm, obwohl McCartney den Großteil des Songs schrieb. 
Every Little Thing wurde nicht in das Liverepertoire der Gruppe im Jahr 1964 aufgenommen.

## Aufnahme
Every Little Thing wurde am 29. und 30. September 1964 in den Londoner Abbey Road Studios (Studio 2) mit dem Produzenten George Martin aufgenommen. Norman Smith war der Toningenieur der Aufnahmen. Die Band nahm insgesamt neun Takes auf, fünf am 29. und vier am 30. September 1964, wobei der neunte Take auch für die finale Version verwendet wurde. Erst beim neunten Take wurden ein Klavier und eine Pauke eingesetzt.
Weitere Lieder, die am 29. und am 30. September 1964 eingespielt wurden: I Don’t Want to Spoil the Party, What You’re Doing und No Reply.
Die Abmischung des Liedes erfolgte am 27. Oktober 1964 in Mono und in Stereo.
Besetzung
- John Lennon: Akustikgitarre, Gesang
- Paul McCartney: Bass, Klavier, Hintergrundgesang
- George Harrison: Leadgitarre
- Ringo Starr: Schlagzeug, Pauke

## Veröffentlichungen
- Am 13. November 1964 erschien in Deutschland das sechste Beatles-Album Beatles for Sale, auf dem Every Little Thing enthalten ist. In Großbritannien wurde das Album am 4. Dezember 1964 veröffentlicht, dort war es das vierte Beatles-Album.
- Am 5. Februar 1965 wurde in Japan die Single Rock and Roll Music / Every Little Thing veröffentlicht.[2]
- In den USA wurde Every Little Thing auf dem dortigen neunten Album Beatles VI am 14. Juni 1965 veröffentlicht.

## Coverversionen (Auswahl)
- Yes – Yes [3]
- Lou Ann Barton – Forbidden Tones [4]